# Yákov Dzhugashvili
Yákov Iósifovich Dzhugashvili (en georgiano: იაკობ ჯუღაშვილი; en ruso: Яков Иосифович Джугашвили; Baji, Gubernia de Kutaisi, 18 de marzo de 1907 - Campo de concentración de Sachsenhausen, 14 de abril de 1943) fue un militar soviético durante la Segunda Guerra Mundial y uno de los hijos del líder soviético Iósif Stalin. Durante la Segunda Guerra Mundial fue hecho prisionero por los alemanes durante las primeras fases de la invasión alemana. En la primavera de 1943, estando internado en el Campo de concentración de Sachsenhausen, falleció en extrañas circunstancias.

## Biografía

### Infancia y juventud
Yákov Dzhugashvili nació en el poblado de Baji, cerca de Kutaisi, en 1907. Fue el hijo del primer matrimonio de Iósif Stalin con una costurera del ejército zarista, llamada Ekaterina Svanidze. Su madre falleció de tifus pocos meses después de darlo a luz. Yákov fue enviado entonces a Tiflis, para criarse en casa de su tía Nadezhda Allilúyeva, quien posteriormente se convertiría en su madrastra después de que ésta contrajera matrimonio con Stalin. En su juventud, Yákov y su tía se trasladaron a Moscú, donde comenzó sus estudios universitarios. Llegó a graduarse como ingeniero, y posteriormente ingresó en una Academia de artillería, donde se licenció como oficial.
Las evidencias apuntan a que su padre, Stalin, dada su dura personalidad, nunca estableció lazos afectivos con Yákov. Yákov se enamoró de una conocida bailarina de origen judío oriunda de Odesa, Yulia Meltzer, y ambos empezaron una relación sentimental. Finalmente contrajeron matrimonio. De esta relación nacieron sus dos hijos Galina Dzhugashvili y Yevgueni Dzhugashvili.

### Segunda Guerra Mundial
Tras la invasión alemana de la Unión Soviética, Yákov sirvió en el Ejército Rojo como teniente de artillería y participó en operaciones de combate contra los alemanes. Su unidad fue trasladada a Vítebsk en 1941 y fue capturado el 16 de julio de 1941 junto a varios soldados, durante la batalla de Smolensk. Durante los siguientes años Yákov pasó por varios centros de reclusión: primero estuvo en Hammelburg, luego pasó a Lübeck (1942) y finalmente acabó en el Campo de concentración de Sachsenhausen, cerca de Berlín. Los alemanes distribuyeron imágenes suyas retocadas como propaganda, queriendo dar la impresión de que había cambiado de bando y colaboraba con ellos.
Con posterioridad han circulado varias versiones según las cuales los alemanes habrían intentado organizar a través de la Cruz Roja Internacional un intercambio entre Yákov y otros prisioneros ilustres en manos de los soviéticos. La versión más conocida sostiene que tras la Batalla de Stalingrado, los alemanes hicieron a Stalin una oferta de intercambiar a su hijo por el Mariscal de campo Friedrich Paulus, una posibilidad a la que Stalin se habría negado. Otra versión sostiene que Hitler quiso intercambiar a Yákov por su sobrino Leo Rudolf Raubal, aunque igualmente esta propuesta no habría prosperado.
El 15 de abril de 1943, Yákov Dzhugashvili falleció en el Campo de Concentración de Sachsenhausen. La versión oficial alemana sostiene que Yákov se lanzó contra las alambradas electrificadas que rodeaban el campo, y que falleció por el disparo de uno de los guardias. Algunos historiadores creen que en realidad los alemanes asesinaron al hijo de Stalin, mientras otras fuentes sostienen que en realidad se trató de un suicidio.
Su cuerpo fue cremado en el crematorio del campo. Poco después, la urna con sus cenizas, junto con los resultados de la investigación y el certificado de defunción, fue enviada a la RSHA y allí desapareció misteriosamente.